# Tacparia zalissaria
Tacparia zalissaria är en fjärilsart som beskrevs av Walker 1860. Tacparia zalissaria ingår i släktet Tacparia och familjen mätare. Inga underarter finns listade i Catalogue of Life.